# St. Severi (Blankenhain)

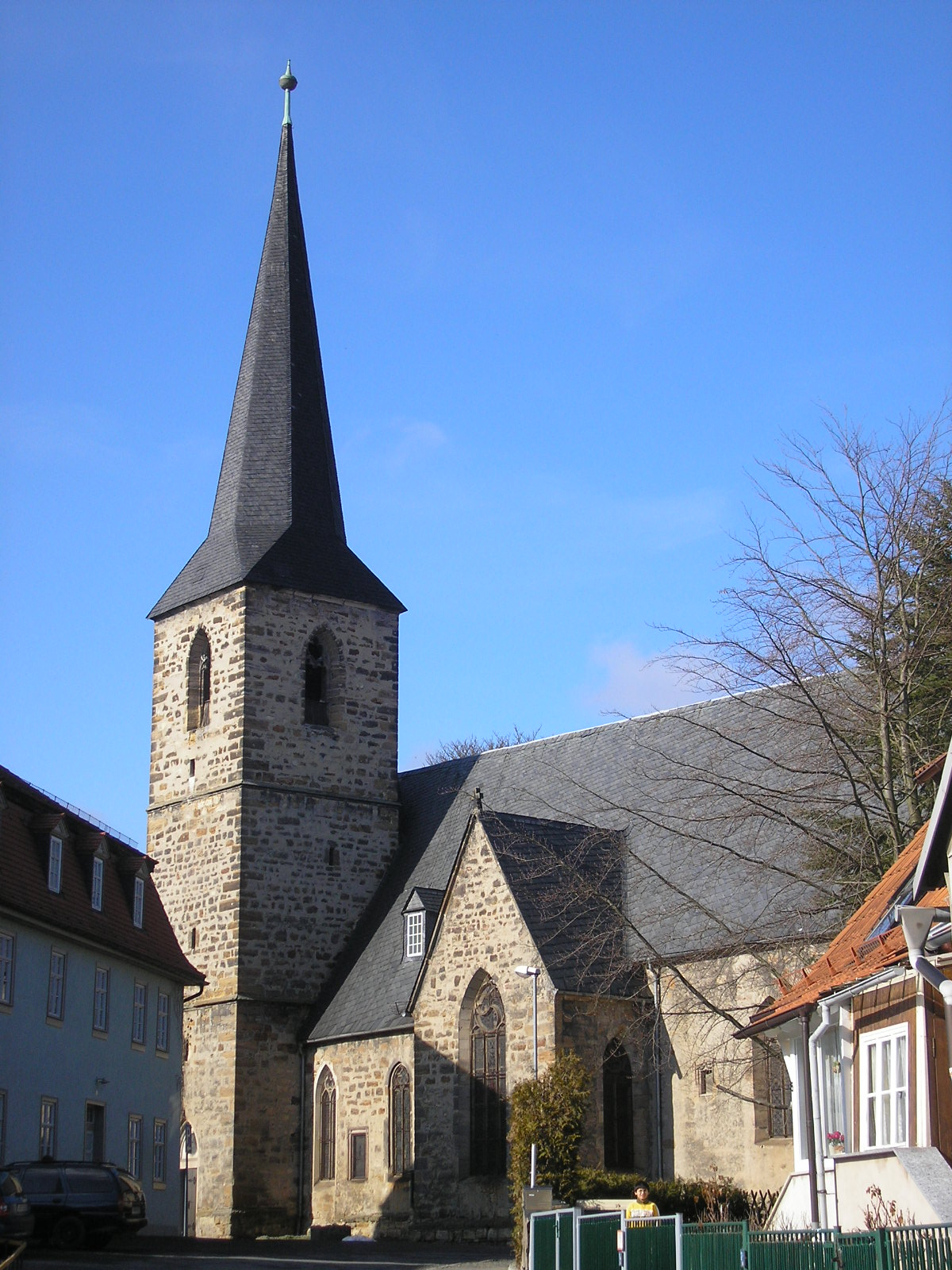
Kirche St. Severi zu Blankenhain

Die Stadtkirche St. Severi steht in Blankenhain bei Weimar im Landkreis Weimarer Land in Thüringen. Mit ihrem 43 Meter hohen Turm ist sie ein Wahrzeichen der Stadt. Der gotische Sakralbau stammt aus der Zeit vor 1500, die Kirchgemeinde gehört zur Evangelischen Kirche in Mitteldeutschland.

## Lage und Patrozinium
Die einst römisch-katholische Kirche befindet sich auf der höchsten Erhebung Blankenhains und war von einem Friedhof umgeben. Sie ist – ebenso wie ihre Mutterkirche, die Severikirche in Erfurt – dem heiligen Severus geweiht, der von etwa 342 bis etwa 344/346 Bischof von Ravenna war.

## Geschichte

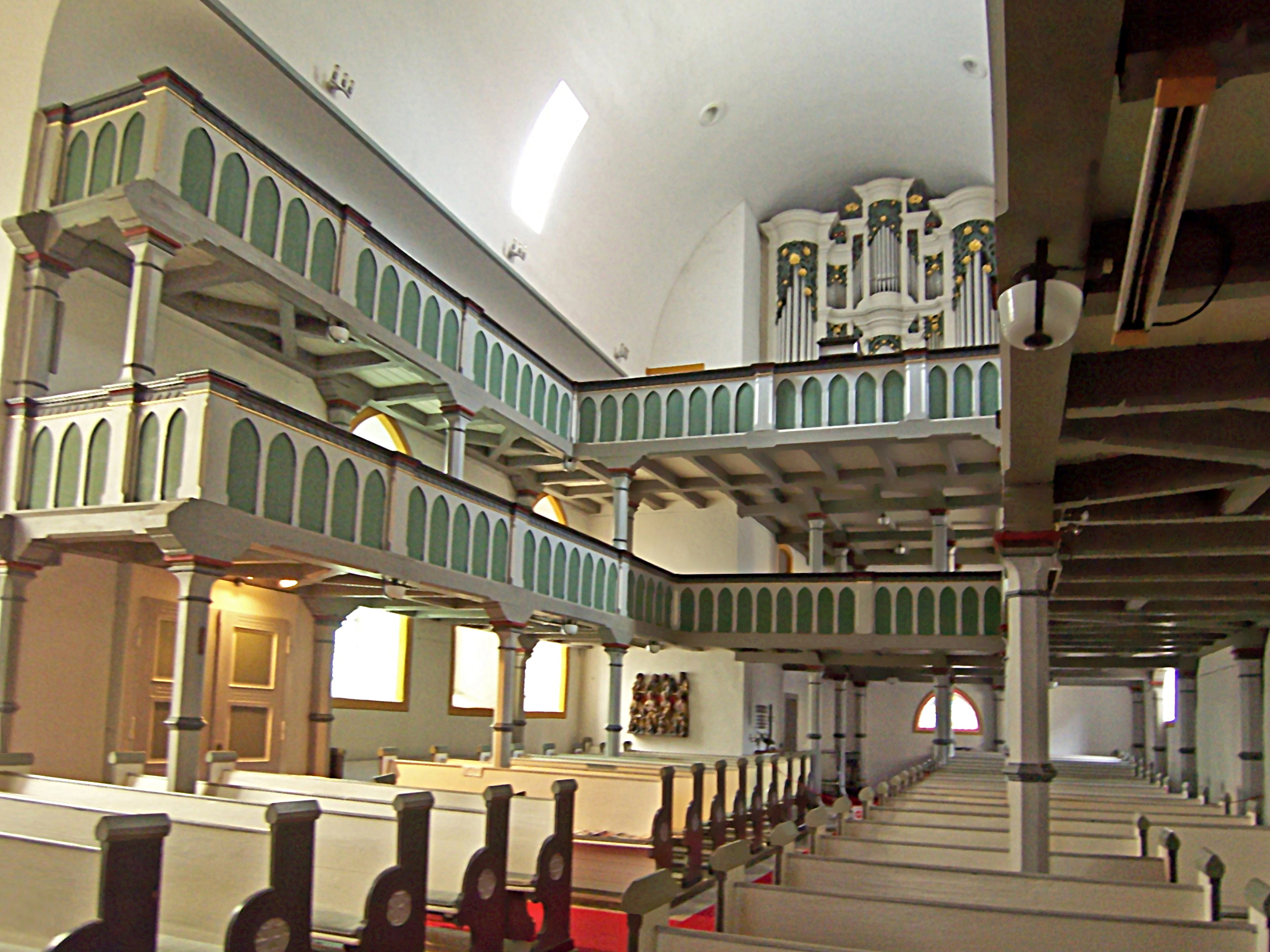
Blick vom Chorraum in das Kirchenschiff mit Emporen und Orgel

Die Pfarrei reicht zurück bis 1366 oder früher. Im Jahr 1431 wurde der Turm als Wehrturm errichtet, der Zugang war nur über eine Leiter in 10 Meter Höhe möglich.
1481–1497 wurde die Stadtkirche als spätgotische Hallenkirche mit einem hohen Triumphbogen erbaut. Bauherr war die Herrschaft des Grafen Carl von Gleichen. 1525 wurde die Kirche reformiert, laut Überlieferung hatten Martin Luther und Philipp Melanchton den evangelischen Pfarrer für Blankenhain bestimmt.
Im Jahr 1779 wurde das Eingangskonzept der Kirche verändert. 1782 wurde der Einbau der Orgel mit dem noch heute vorhandenen Orgelprospekt beendet. 1885 und 1886 erfolgte eine Renovierung, und die meisten noch heute vorhandene Ausstattungsgegenstände wie Kanzel, Banken und Emporen wurden eingebaut. 1886 finanzierte die damalige Eigentümerin der Weimarer Porzellanmanufaktur die Anfertigung und den Einbau der Glasfenster in Chor und Südanbau.
1926 stürzte nach einem Blitzschlag die spitze Turmhaube herunter und wurde in veränderter Form rekonstruiert.
1969 wurde in der Amtszeit von Pfarrer Martin Giersch der Turm neu mit Schiefer gedeckt. 1981 zur Amtszeit von Pfarrer Martin Steiger (Amtszeit dort: 1970 (Vikar), 1972 (Pfarrer) – 1983) wurde die Kirche unter der Leitung von Horst Jährling innen restauriert. Seit 1981 hängt im Chorraum ein gotisches Kruzifix, das aus dem Weimarer Land stammt, als optischer und theologischer Mittelpunkt an Ketten von der Decke.
2008 begann aus Anlass des 100-jährigen Orgeljubiläums in der Amtszeit von Pfarrer Günter Widiger die Innenrenovierung der Kirche: Unter Leitung von Architekt Dieter Müller arbeiteten bereits Monate vorher Maurer und Putzer, Elektromeister Manfred Fritsche, Malermeister Siegfried und Jürgen Locke und viele ehrenamtliche Helfer in der Kirche, wobei die Farbfassung von Horst Jährling aus dem Jahr 1981 beibehalten wurde. Möglich wurde das alles dank zahlreicher privater und gewerblicher Geldgeber; seit 2002 kamen für die Orgel- und Kirchenrenovierung fast 70.000 EUR Spendengeld zusammen.

## Innengestaltung
In der Zeit als katholische Kirche standen wohl fünf Altäre. Von damals überdauert hat beispielsweise das kleine Holztürchen des Sakramentsschreins in Augenhöhe in der linken Wand des Altarraumes.
Bemerkenswert sind von der mittelalterlichen Ausstattung die sieben Schnitzfiguren eines spätgotischen Tafelaltars. Die gotischen Halb-Relief-Figuren stammen vermutlich aus der Saalfelder Schule, zeigen etwa die Marienkrönung und stammen aus der Marienkirche Bad Berka. Die mit Kreuzgratgewölbe gebaute Sakristei ist mit kräftigen Farben bemalt wie in der Gotik üblich. In einem der beiden Räume, der als Gebetsraum eingerichtet ist, hängt in der Fensternische eine ungewöhnliche Christifigur ohne Gliedmaßen und Bemalung. Die wertvolle Schnitzerei aus dem 16. Jahrhundert stammt vom Boden der Rottdorfer Kirche und kam nach ihrer Restaurierung im zuletzt „rohen“ Zustand zurück.
Ein großes, in maßvollem Rokoko verziertes Grabmal steht im Langhaus am nördlichen Triumphbogen-Teil. Dort findet sich links die betende Figur der Treue und Unschuld, neben ihr die Taube auf einem Eichenzweig, und rechts die Ewigkeit, in der Hand eine Schlange, zu Füßen eine umgestürzte Urne. Weitere Grabsteine sind in der Kirche zu finden.
Links neben der Heiligen Familie ist ein kleines Glasfenster aus dem 16. Jahrhundert zu entdecken; es zeigt einen knienden Abt mit Krummstab in der rechten Hand und mit einer Kirche in der linken Hand.

## Orgel

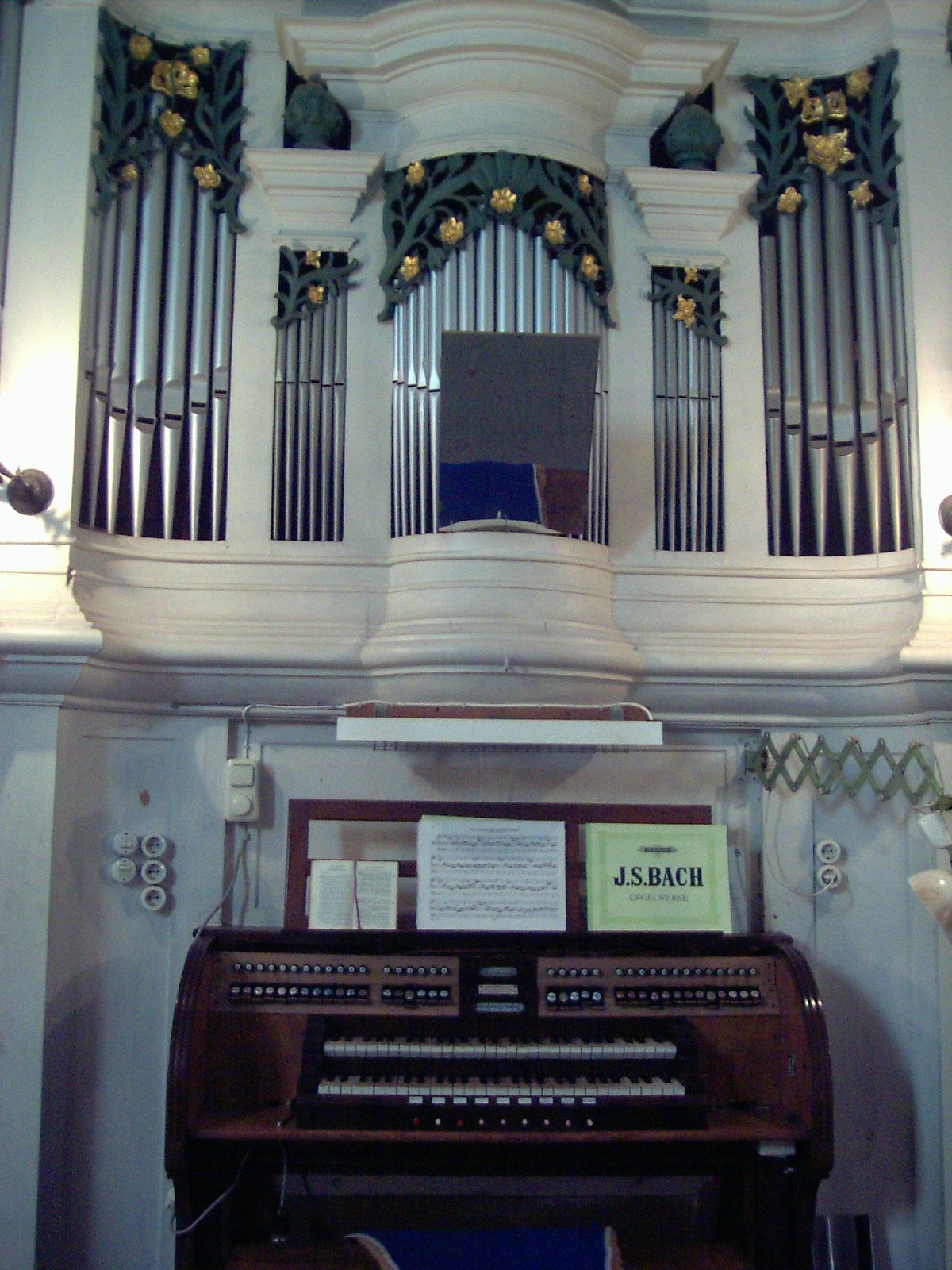
Furtwängler & Hammer-Orgel von 1908 mit dem historischen Orgelprospekt von 1782

1782 baute Orgelbaumeister Schulze aus Paulinzella eine neue Orgel ein. Von ihr ist nur noch der hölzerne Prospekt vorhanden. Ab 1908 baute die Firma Furtwängler und Hammer aus Hannover die 27 Register große pneumatische Orgel ein. Zum 100. Jahrestag ihres Bestehens wurde sie von der Firma Eule umfassend restauriert und am 31. August 2008 von Oberkirchenrat Reinhard Werneburg wiedereingeweiht.
Disposition
| I Hauptwerk C–g3 |                       |     |
| 1.               | Bordun                | 16′ |
| 2.               | Prinzipal             | 8′  |
| 3.               | Gamba                 | 8′  |
| 4.               | Hohlflöte             | 8′  |
| 5.               | Gemshorn              | 8′  |
| 6.               | Dolce                 | 8′  |
| 7.               | Octave                | 4′  |
| 8.               | Rohrflöte             | 4′  |
| 9.               | Rauschquinte II       |     |
| 10.              | Cornett Mixtur III-IV |     |
| 11.              | Trompete              | 8′  |

| II Schwellwerk C–g3 |                   |     |
| 12.                 | Lieblich Gedeckt  | 16′ |
| 13.                 | Geigenprincipal   | 8′  |
| 14.                 | Conzertflöte      | 8′  |
| 15.                 | Salicional        | 8′  |
| 16.                 | Aeoline           | 8′  |
| 17.                 | Vox coelestis     | 8′  |
| 18.                 | Gedeckt           | 8′  |
| 19.                 | Principal         | 4′  |
| 20.                 | Zartflöte         | 4′  |
| 21.                 | Progressiv II-III |     |

| Pedalwerk C–d1 |               |     |
| 22.            | Contrabass    | 16′ |
| 23.            | Subbass       | 16′ |
| 24.            | Cello         | 8′  |
| 25.            | Principalbass | 8′  |
| 26.            | Posaune       | 16′ |

- Nebenzüge: Manualkoppel II-I; Pedalkoppel I-P & II-P; Oberoktavkoppel I & II; Unteroktavkoppel II; Grundstimmen-Unteroktavkoppel II an I; Rohrwerkabsteller; Kalkant
- Als Druckknöpfe: Piano, Mezzoforte, Forte, Tutti, Piano-Pedal, Forte-Pedal, Tastenregistratur, Registerschweller, Knopfregistratur, Auslöser
- Walze, Schweller
- Barocker Prospekt der Vorgängerorgel von Schultze, Paulinzella 1776, mit 106 stummen Prospektpfeifen von Furtwängler & Hammer, Hannover 1917
- Pneumatische Taschenladen; Blockflöte 2' durch Kegelventile in der Windlade gesteuert

## Geläut
Die drei Eisenhartgussglocken im Kirchturm stammen von der Firma Ulrich & Weule aus Apolda/Bockenem, sie wurden 1922 gegossen. Die große mit 1.950 kg hat den Klangton es, die mittlere mit 1.100 kg den Klangton ges und die kleine mit 500 kg den Klangton b. Zeitgleich bekam die Kirche als zweite Kirche in Thüringen eine elektrische Läutevorrichtung.
Von den zuvor vorhandenen Bronze-Kirchenglocken aus dem Jahr 1801 mussten die große und die mittlere im Ersten Weltkrieg als „Metallspende“ abgegeben werden. Die kleine Glocke konnte bleiben und hängt seit 1969 in der wieder der Katholischen Gemeinde gehörenden Nonnenkirche in Blankenhain.

## Pfarrer
- 1909–1929: Geußenhainer, Karl Heinrich Woldemar, Opf., Sup.
- 1926–1927: Kleinschmidt, Friedrich Wilhelm Karl Heinrich, Vik.
- 1927: Schubert, Friedmar, Hpf.
- 1927(1928)–1929: Lamprecht, Gerhard Bruno, Hpr.
- 1929–1939: Herfurth, Fritz, Pf.
- 1931:Voß, Reimar, Lehrvik.(nichtord.)
- 1935–1936: Grosse, Wolfgang Otto Friedrich, Vik.
- 1937: Eschrich, Albert Oskar Werner, Vik.
- 1937: Müller, Hans Friedrich Eberhard, Vik.
- 1939–1940,1942‐1946: Kornacher, Karl, alsPf. i. W. Verw. Opf., komm. Verw.
- 1939: Geier, Wilhelm Willi Max Armin, Lehrvik.
- 1939(1940)‐1954: Stefani, Friedrich (Fritz), Hpf., Pf. (1940 Kriegsdienst)
- 1943–1945: Henschel, Georg Leopold Martin Werner, Kriegsvertr.
- 1953: Dies, Friedrich Bernhard Erich, vik. Verw.
- 1953: Kästner, Ludwig, Pf.(in Winterstein), Vertr.
- 1954: Roßner, Bernhard, Vik. (Blankenhain I)
- 1954–1958: Landgraf, Karl August Willy Arthur, Pf.
- 1959‐1969: Giersch, Martin Otto Robert, komm. Verw., Pf.
- 1970(1972)–1983: Steiger, Heinz Martin, Vik., Pf.
- 1986(1987,1990,1993): Widiger, Günter, Pfarrass., Vik., Pf. (m. Rottdorf u. Alt‐u. Neudörnfeld), 2008 Opf.
- 2002–2005: Redeker, Jan, Vik.[10]

## Friedhof
Vom Friedhof ist ein Rokokograbstein der Familie Gottschalk und das Grabmal des Grafen Ludwig von Gleichen-Blankenhain und seiner Frau sowie das des Grafen Sohnes Gottfried von Hatzfeld an Ort und Stelle verblieben.

## Vorhaben
Seit 2019 ist unter dem Titel „Vivendium“ ein Projekt im Gespräch, das eine umfassende Veränderung der Kirche vorsieht. Getragen von Kirchgemeinde, Kirchenkreis, EKM, Diakonie, Stadt Blankenhain und der Internationalen Bauausstellung (IBA) soll laut Projekt die Kirche zu einer Therapie-Kirche werden und in einem größeren Gesamtbezug (Kirche, Pfarrhaus, Kirchgarten, Krankenhaus, Krankenhaus-Park, Pflegeheim der Diakonie und Alte Schule) gestellt und verstanden werden. Ob, wie, wann und mit welchem Geld das geschehen kann, soll und wird, ist aktuell (Februar 2020) noch offen.